# Чедвик, Оуэн
Оуэн Чедвик (англ. William Owen Chadwick, 20 мая 1916 — 17 июля 2015) — британский англиканский священник, один из крупнейших историков христианской церкви XX века. С 1956 по 1983 год был мастером Селвин-колледжа Кембриджcкого университета, в 1958—1968 годах Диксиевским профессором церковной истории, и с 1958 по 1983 год региус-профессором истории.

## Биография
Родился в Бромли в 1916 году, третьим из шести детей адвоката Джона Чедвика. Его отец умер в 1925 году. Братьями Оуэна были также ставший известным историком церкви Генри Чедвик (1920—2008) и дипломат Джон Чедвик. Получил начальное образование в школе Тонбридж в 1929—1935 годах, где был капитаном команды по регби. Затем изучал классические науки в колледже Святого Иоанна. Там он трижды получал голубую награду в регби, играя на позиции хукера за команду Кембриджа в ежегодном матче против Оксфорда в 1936, 1937 и 1938 годах.
В 1936 году в составе Британских львов принимал участие в туре в Аргентину. В 1938 году закончил обучение первым по истории. Под влиянием Мартин Чарлесворса и Нимёллер, Мартин/Мвртина Нимёллера стал также первым по богословию в Кембридже в 1939 году. Затем продолжил обучение в богословском Каддесдонском колледже, и был рукоположен в диаконы и священники англиканской церкви в 1940 и 1941 годах соответственно. Он служил два года куратом церкви Святого Иоанна в Хаддерсфилде и настоятелем Веллингтон-колледжа в Беркшире до конца Второй мировой войны. Всё это время он продолжал играть в регби за команду Blackheath F.C..
В 1947 году стал феллоу колледжа Тринити-холл, а затем настоятелем собора. В 1949 году стал лектором по богословию, и в следующем году вышла его первая монография, посвящённая раннехристианскому монаху Иоанну Кассиану.
В 1956 году был избран мастером Сэлвиновского колледжа и занимал этот пост до ухода в отставку в 1983 году. За время его службы колледж превратился в универсальное учебное заведение, было отменено требование о принадлежности преподавателей и учащихся к англиканской церкви, построено несколько новых зданий. В 1976 году колледж одним из первых стал принимать девушек. Одновременно с этим сохранил интерес к спорту, состоя в спортивном клубе «Гермес» колледжа. С конца 1950-х годов до середины 1980-х занимал ряд почётных научных постов, включая пост президента Британской академии в 1981—1985 годах.
В 1960—1970-х годах рассматривался как возможный кандидат на пост архиепископа Кентерберийского, однако отказался от этого несколько раз. В 1966—1970 годах возглавлял архиепископскую комиссию по делам церкви и государства, которая рекомендовала передать управление церковными делами Генеральному синоду. Помимо прочего, Чедвик был членом опекунского совета Национальной портретной галереи и канцлером университета Восточной Англии в 1984—1994 годах.
В браке со своей женой Руфью (умерла в январе 1915 года) он имел двух сыновей и двух дочерей.

### Научная деятельность
В сфере научных интересов Оуэна Чедвика было формирование папства в современном мире, истории церкви Англии. Вместе со своим братом Генри участвовал в работе над «Оксфордской истории христианства».

### Награды
В 1982 году Чедвик стал рыцарем-командором ордена Британской империи. Также он являлся кавалером британского ордена Заслуг, в котором одновременно могут состоять не более 24 человек.